# Major Lazer
Major Lazer este un proiect de muzică electronică, format din Diplo, Ape Drums și Walshy Fire. A fost creat în 2008 de DJ-ul și producătorul american Diplo și DJ-ul/producătorul englez Switch, dar Switch a părăsit proiectul la sfârșitul anului 2011 urmat de Jillionaire în iunie 2019. Muzica lor îmbină diferite genuri, de obicei o fuziune între reggae și dancehall cu genuri dance, cum ar fi moombahton și electro house.
Ei au lansat trei albume întregi - Guns Don't Kill People... Lazers Do, Free the Universe și Peace Is the Mission, lansate în 2009, 2013 și 2015 respectiv, și un EP intitulat Apocalypse Soon în martie 2014, care a inclus contribuții (vocal) de la Pharrell Williams și Sean Paul. Major Lazer, de asemenea, a produs Reincarnated, albumul reggae de debut al lui Snoop Dogg, după schimbarea numelui său în Snoop Lion.

## Discografie
Albume
- Guns Don't Kill People... Lazers Do (2009)
- Free the Universe (2013)
- Peace Is the Mission (2015)
- Music Is the Weapon (2017)
- Lazerism (2020)

## Seriale TV
Un serial animat numit Major Lazer a avut premiera pe 16 aprilie 2015, pe FXX. Diplo este co-creator și producător executiv al show-ului.